# Sandro Rosell
Alexandre Rosell Feliu (Barcelona, 6 maart 1964) is een Spaanse ondernemer. Van 2010 tot 2014 was hij de president van FC Barcelona. 
In 2017 werd Rosell zonder borgtocht gevangengezet als onderdeel van een onderzoek naar witwassen met betrekking tot het kopen van televisierechten voor eerdere wedstrijden van het Braziliaans voetbalelftal. Op 24 april 2019, na een totaal van 643 dagen voorlopige hechtenis en nadat de voorlopige vrijlating van Rosell maar liefst 13 keer was afgewezen, werd Rosell door de Spaanse rechtbank vrijgesproken. 

## Loopbaan als voetballer
Nadat Rosell als jeugdspeler bij Penya Barcelonista Collblanc en UE Esplugues had gevoetbald, bouwde hij naast zijn studie en latere werk een bescheiden loopbaan op als semiprofvoetballer. In december 1983 speelde hij met CE L'Hospitalet een oefenwedstrijd tegen FC Barcelona. Als aanvaller maakte de destijds 19-jarige Rosell het tweede doelpunt voor zijn club. Na zijn periode bij CE L'Hospitalet speelde hij voor het amateurelftal van UE Sant Andreu, UE Sants en CE Principat uit Andorra. Met laatstgenoemde club won Rosell twee landstitels en speelde hij in 1997 in de voorronde van de UEFA Cup tegen Dundee United.

## Loopbaan in het bedrijfsleven
Sandro Rosell heeft een diploma in Business en MBA aan ESADE Business School. Rosell begon eind jaren tachtig bij de exportafdeling van het bedrijf Myrurgia. Vervolgens was hij werkzaam in de marketingafdeling van de Olympische Zomerspelen 1992 van Barcelona en het sportbedrijf ISL. Daarna was Rosell tot 2003 werkzaam als directeur van Nike in Spanje en Zuid-Amerika en hij was in die periode een jaar lang woonachtig in Brazilië.

## FC Barcelona

### Als vicepresident
In 2003 maakte Rosell deel uit van de groep rondom advocaat Joan Laporta die deelnam aan de presidentsverkiezingen van FC Barcelona in juni van dat jaar. Laporta werd door de clubleden (socios) verkozen tot de nieuwe clubpresident en Rosell werd door Laporta aangesteld als vicepresident. Mede door de goede band tussen Rosell en Ronaldinho, die gesponsord wordt door Nike, kwam de Braziliaanse steraanvaller in juli 2003 naar FC Barcelona. Ronaldinho groeide vervolgens uit tot het boegbeeld van de terugkeer van de club naar de top. Ook in de komst van Deco in 2004 had Rosell een belangrijk aandeel door zijn goede contacten met de Portugees-Braziliaanse middenvelder. De verhouding tussen clubpresident Laporta en Rosell was in 2004 echter al niet meer optimaal. Rosell verweet Laporta te autoritair te zijn bij het leiden van de club. Ook de wens van Rosell om trainer Frank Rijkaard eind 2003 te ontslaan vanwege de (toen nog) zeer teleurstellende resultaten en te vervangen door Luiz Felipe Scolari deden de verhoudingen tussen hem en Laporta, die de trainer beschermde, geen goed. Uiteindelijk besloot Rosell in juni 2005 zijn functie van vicevoorzitter neer te leggen. Hij ging vervolgens weer aan de slag bij Nike. In april 2007 bracht Rosell een boek met de titel Bienvenido al mundo real uit over zijn ervaringen als vicepresident van FC Barcelona. Een maand later werd bekend dat Rosell zich in 2010 kandidaat zal stellen in de verkiezing voor clubpresident van FC Barcelona.

### Als president
Rosell won uiteindelijk de verkiezing voor clubpresident van FC Barcelona op 13 juni 2010 met overtuigende cijfers. Hij verkreeg 61.35% van de stemmen, waarmee Rosell zijn tegenstanders met een grote voorsprong versloeg. Agustí Benedito werd tweede met 14.06% van de stemmen, gevolgd door Marc Ingla (12.29%) en Jaume Ferrer (10.80%). Rosell was vanaf 1 juli 2010 de nieuwe clubpresident van FC Barcelona.
Op sportief gebied kende de ambtstermijn van Rosell diverse hoogtepunten met twee landstitels (2011, 2013), de Copa del Rey (2012), drie Supercopas (2010, 2011, 2013), de Copa de Catalunya (2013), de UEFA Champions League (2011), de UEFA Supercup (2011) en de wereldtitel (2011). Ook in de andere sporttakken werden successen geboekt, zoals de winst van de EHF Champions League in het handbal, en in 2011 werd het nieuwe jeugdcomplex "Oriol Tort" geopend. Op economisch vlak heeft Rosell de financiële positie van de club verbeterd, werd de schuld gereduceerd en de merchandising vergroot. Met beslissingen als het afnemen van de titel als erevoorzitter van Johan Cruijff, wat op basis van de clubstatuten een correcte beslissing was, en de shirtsponsordeal met Qatar Sports Investment maakte Rosell zich echter niet populair onder de supporters, terwijl ook zijn relatie met succescoach en clubicoon Josep Guardiola niet goed was.
Een gerechtelijke procedure naar de financiële overeenkomsten bij de transfer van Neymar in 2013 deed Rosell op 23 januari 2014 besluiten af te treden als clubpresident, nadat hij ook bedreigingen aan hem en zijn familie had ontvangen. De gerechtelijke procedure werd opgestart door clublid Jordi Cases, nadat deze  herhaaldelijk had verzocht om een uitleg over de financiële deals die gesloten waren in de transfer van Neymar, met name de reden van betalen van veertig miljoen aan N&N, het bedrijf van de ouders Neymar Senior en Nadine. Bij de aanklacht tegen Rosell ging het er om dat Rosell mogelijk feiten anders heeft voorgedaan om zo de aandacht af te leiden van de werkelijke gang van zaken en daarmee handelde in strijd met het vertrouwen dat de clubleden hem als president hadden gegeven. Rosell werd opgevolgd door Josep Maria Bartomeu, de eerste vicepresident onder zijn bestuur.